# Поляк, Михаил Наумович
Михаи́л Нау́мович По́ляк (25 февраля 1948, Москва — 28 марта 1995, Москва) — советский и российский актёр театра и кино.

## Биография
Михаил Поляк родился 25 февраля 1948 года в Москве, в семье директора кинокартин, инвалида Отечественной войны Наума Моисеевича Поляка (1921—1985) и Лидии Васильевны Грановой (1925—1998). В 1971 году окончил школу-студию МХАТ (курс В. З. Радомысленского). В 1971—1984 годах был в труппе Московского театра имени Ленинского комсомола (ныне Ленком). Затем с 1984 года выступал в Минской филармонии, а с 1986 года — в Московском еврейском театре «Шалом».
Снимался в кино, наиболее известен по роли Марка в фильме «Жили три холостяка» (1973).
С середины 1970-х годов стал злоупотреблять алкоголем, что привело к разводу со второй женой — актрисой Еленой Шаниной.

Умер на 48-м году жизни 25 марта 1995 года в Москве, похоронен на кладбище в посёлке Поваровка Солнечногорского района Московской области, с ним рядом была похоронена и его мать.

### Семья
- Отец — директор кинокартин (в том числе «Жили три холостяка») Наум Моисеевич Поляк (1921—1985)[1].
- Мать — Лидия Васильевна Гранова (1925—1998)[1].
- Первая жена (до 1967 года) — Людмила Поргина, актриса[5].
- Вторая жена — Елена Шанина, советская и российская актриса театра и кино, народная артистка России. Брак продлился недолго и закончился разводом (впоследствии сожительствовала с Александром Збруевым).
- Третья жена — актриса Марина Поляк (впоследствии жена Михаила Швыдкого)[6], сын Сергей.
- Четвёртая жена — Людмила Харитонова, дочери Анастасия и Мария.

## Работы в театре

### Ленком
1. «Лисички» Л. Хеллман — Лео[3]
2. «В этом милом старом доме» А. Н. Арбузов — Фредерик[3]
3. «Трубадур и его друзья» — Трубадур
4. 1976 — «Звезда и смерть Хоакина Мурьеты» — Смерть
5. 1975 — «В списках не значился» Б. Васильева, постановщик М. Захаров — Плужников[7]
6. 1977 — «Парень из нашего города» К. Симонова; постановщики М. Захаров и Ю. Махаев — доктор / Аркадий Бурмин
7. 1981 — «Юнона и Авось» — офицер-переводчик

## Фильмография
1. 1963 — Слуша-ай!.. — Борис Войтехович
2. 1973 — Жили три холостяка — Марк
3. 1974 — Одиножды один — Володька
4. 1974 — Трудные этажи — Владик, старший диспетчер
5. 1975 — Эта тревожная зима — Дмитрий Дмитриевич
6. 1976 — 12 стульев (2 серия) — эпизод
7. 1978 — Всё решает мгновение — парень, у которого Варенцов просит закурить  (в титрах не указан)
8. 1978 — Парень из нашего города — переводчик
9. 1982 — Гренада
10. 1983 — Юнона и Авось — офицер-переводчик

## Документальные фильмы
1. 1989 — Мир вам, Шолом! (документальный)